# Dialetto di Pechino
Il dialetto di Pechino, o pechinese (北京話T, 北京话S, BěijīnghuàP), è una varietà del cinese mandarino parlato nell'area urbana di Pechino. Esso costituisce la base fonologica del cinese standard adottato nella Repubblica popolare cinese, a Taiwan (o Repubblica di Cina) e a Singapore.
Benché molto simile al cinese standard, il pechinese ha precise caratteristiche che lo rendono perfettamente identificabile ad un parlante cinese.
Fra gli studiosi del dialetto pechinese, si annoverano i linguisti e missionari protestanti Robert Morrison (1782-1834) e Joseph Edkins (1823-1905).

## Fonologia
Dal punto di vista fonologico, il dialetto di Pechino e il cinese standard sono pressoché identici, principalmente a causa del fatto che il cinese standard si basa sulla pronuncia pechinese.
Il tratto più caratteristico del pechinese è la massiccia presenza della R vocalica, determinata dall'uso estensivo del suffisso nominale -儿 /-ɻ/ (traslitterato in pinyin: ér), in un processo denominato erhua (儿化) (che letteralmente si potrebbe rendere come: "trasformazione in ér").
In presenza di /w/ in posizione prevocalica, il pechinese generalmente la pronuncia [ʋ] tranne se la vocale è [o], come 我 wǒ.
Il dialetto pechinese colloquiale presenta inoltre numerose riduzioni fonetiche, non previste dal cinese standard. Ad esempio le consonanti iniziali possono subire un processo di lenizione, ad esempio ⟨zh ch sh⟩ /tʂ tʂʰ ʂ/ diventano ⟨r⟩ /ɻ/ e quindi un'espressione come 不知道 bùzhīdào ("non lo so") viene pronunciata bùrdào; oppure ancora ⟨j q x⟩ /tɕ tɕʰ ɕ/ diventano ⟨y⟩ /j/, così una costruzione verbale come 赶紧去 gǎnjǐnqù ("sbrigati ad andare") viene pronunciata gǎnyǐnqù. Simili trasformazioni avvengono anche per altre consonanti. A volte, le consonanti -⟨n⟩ /-n/ e (meno frequentemente)  -⟨ng⟩ /-ŋ/ in posizione finale possono cadere, producendo una vocale nasale in luogo di una consonante nasale.
Anche i toni del dialetto di Pechino tendono ad essere più marcati rispetto al cinese standard. Nello specifico i primi due toni sono più alti, nel terzo è più marcato l'aspetto discendente e il quarto è più forte.

## Vocabolario e slang
Il dialetto di Pechino utilizza numerose parole considerate slang, quasi o per nulla previste nel cinese standard, anche se alcuni sono diffusi anche fuori l'aria urbana di Pechino. Segue una lista di esempi. Si noti la presenza estensiva del suffisso -儿.
- 倍儿 bèir – specialmente
- 别价 biéjie – usato per rifiutare un favore o una cortesia da un amico (solitamente seguito da 呀 yā se imperativo)
- 搓火儿 cuōhuǒr – arrabbiarsi
- 颠儿了 diārle – andarsene
- 二把刀 èrbǎdāo – tonto
- 撒丫子 sayazi – andarsene
- 怂 sóng / 蔫儿 niār – fiacco, depresso, senza spina dorsale
- 消停 xiāoting – calmarsi
- 辙 zhé – modo (di fare qualcosa); equivalente al 办法 bànfǎ del cinese standard
- 褶子了 zhězile – rovinare, mettere sottosopra (anche figurato)
- 上 shàng - andare (usato spesso al posto di 去 qù)
- 搁 ge - collocare (usato spesso al posto di 放 fàng)
- 抠门儿 kōumér – tirchio, taccagno
- 劳驾 láojia – "Mi scusi"
- 溜达 liūda – fare due passi; equivalente a 逛街 guàngjiē o 散步 sànbù del cinese standard

Esistono anche espressioni giudicate 土话 tǔhuà, la lingua degli illetterati lascito delle generazioni più anziane, e ormai non più usate, come 迄小儿 qíxiǎor ("sin da piccolo"); in cinese standard, l'espressione corrispondente è 从小 cóngxiǎo.
Fra i parlanti più giovani emergono invece veri e propri neologismi, quali ad esempio:
- 爽 shuǎng – figo (riferito a oggetti inanimati, all'opposto di 酷 kù che si riferisce agli individui)
- 套瓷儿 tàocír – fare canestro
- 小蜜 xiǎomì – amichetta speciale (con connotazione negativa e legata all'adulterio)

## Grammatica
Mentre il cinese standard subisce molto l'influenza del cinese classico, tendendo quindi più alla concisione, il dialetto di Pechino, malgrado la velocità e le riduzioni fonetiche della sua variante orale, può sembrare più prolisso.
Segue un esempio.
- Cinese standard
  - 今天会下雨，所以出门时要记得带雨伞。
  - Jīntiān huì xiàyǔ, suǒyǐ chūmén shí yào jìde dài yǔsan.
    - Traduzione: Oggi pioverà, quindi quando esci ricordati di prendere l'ombrello.
- Dialetto di Pechino
  - 今儿得下雨，（所以）出门儿时候记着带雨伞！
  - Jīnr děi xiàyǔ, (suǒyǐ) chūménr shíhòu jìzhe dài yǔsan!
    - Con le riduzioni e alterazioni fonetiche del pechinese orale, la frase potrebbe apparire in questo modo (i mutamenti nei caratteri scritti sono minimi, ben più consistenti quelli nella pronuncia):

  - 今儿得下雨，（所以）出门儿时候记儿带雨伞！
  - Jīr děi xiàyǔ, (suǒyǐ) chūmér ríhòu jìr dài yǔsan!

## Intelligibilità con altri dialetti
Parlanti della lingua dungana (la minoranza etnica degli hui, fra cui Iasyr Shivaza, hanno confermato che parlanti del pechinese sono in grado di comprendere il dungano, ma i dungani non sono in grado di comprendere il pechinese.